# Смит (округ, Теннесси)
Округ Смит (англ. Smith County) располагается в штате Теннесси, США. Официально образован в 1799 году. По состоянию на 2010 год, численность населения составляла 19 166 человек.

## География
По данным Бюро переписи США, общая площадь округа равняется 841,751 км2, из которых 813,261 км2 — суша, и 28,490 км2, или 3,410 % — это водоёмы.

## Население
По данным переписи населения 2000 года в округе проживает 17 712 жителей в составе 6 878 домашних хозяйств и 5 069 семей. Плотность населения составляет 22,00 человек на км2. На территории округа насчитывается 7665 жилых строений, при плотности застройки около 9,00-ти строений на км2. Расовый состав населения: белые — 95,42 %, афроамериканцы — 2,53 %, коренные американцы (индейцы) — 0,37 %, азиаты — 0,17 %, гавайцы — 0,01 %, представители других рас — 0,59 %, представители двух или более рас — 0,93 %. Испаноязычные составляли 1,13 % населения независимо от расы.
В составе 34,10 % из общего числа домашних хозяйств проживают дети в возрасте до 18 лет, 60,10 % домашних хозяйств представляют собой супружеские пары, проживающие вместе, 9,80 % домашних хозяйств представляют собой одиноких женщин без супруга, 26,30 % домашних хозяйств не имеют отношения к семьям, 23,40 % домашних хозяйств состоят из одного человека, 11,10 % домашних хозяйств состоят из престарелых (65 лет и старше), проживающих в одиночестве. Средний размер домашнего хозяйства составляет 2,55 человека, и средний размер семьи — 3,00 человека.
Возрастной состав округа: 25,50 % — моложе 18 лет, 8,00 % — от 18 до 24, 30,00 % — от 25 до 44, 23,10 % — от 45 до 64, и 23,10 % — от 65 и старше. Средний возраст жителя округа — 37 лет. На каждые 100 женщин приходится 97,00 мужчин. На каждые 100 женщин старше 18 лет приходится 92,40 мужчин.
Средний доход на домохозяйство в округе составлял 35 625 USD, на семью — 41 645 USD. Среднестатистический заработок мужчины был 30 853 USD против 22 133 USD для женщины. Доход на душу населения составлял 17 473 USD. Около 10,30 % семей и 12,20 % общего населения находились ниже черты бедности, в том числе — 14,70 % молодежи (тех, кому ещё не исполнилось 18 лет) и 14,80 % тех, кому было уже больше 65 лет.